# ОШ „Васа Пелагић” Београд
 ОШ „Васа Пелагић”” је школа која се налази у градској општини Палилула.

## Опште информације
Школа се налази у централном делу насеља Котеж, на адреси Милана Зечара 2. Носи име по Васи Пелагићу, представнику утопијског социјализма код Срба у другој половини 19. века, просветном раднику и народном лекару.
У оквиру школе одржавају се „Васини дани” у част Пелагића, од 4. до 8. новембра, када се одржавају предавања о лековитом биљу, чајанке и дружење деце. Школа је изграђена седамдесетих година 20. века и чланица је „Програма за мир” под покровитељством канадске амбасаде. Школу похађа око 1.400 ђака, распоређених по разредима у две смене. У оквиру школе постоје кошаркашки и фудбалски терен, где се одржавају спортске манифестације.